# Miranda (nome)
Miranda  è un nome proprio di persona italiano femminile.

## Varianti
- Alterati: Mirandina
- Ipocoristici: Mira
- Maschili: Mirando

### Varianti in altre lingue
- Inglese: Miranda[1], Myranda[1]
  - Ipocoristici: Randy[1], Randi[1]

## Origine e diffusione

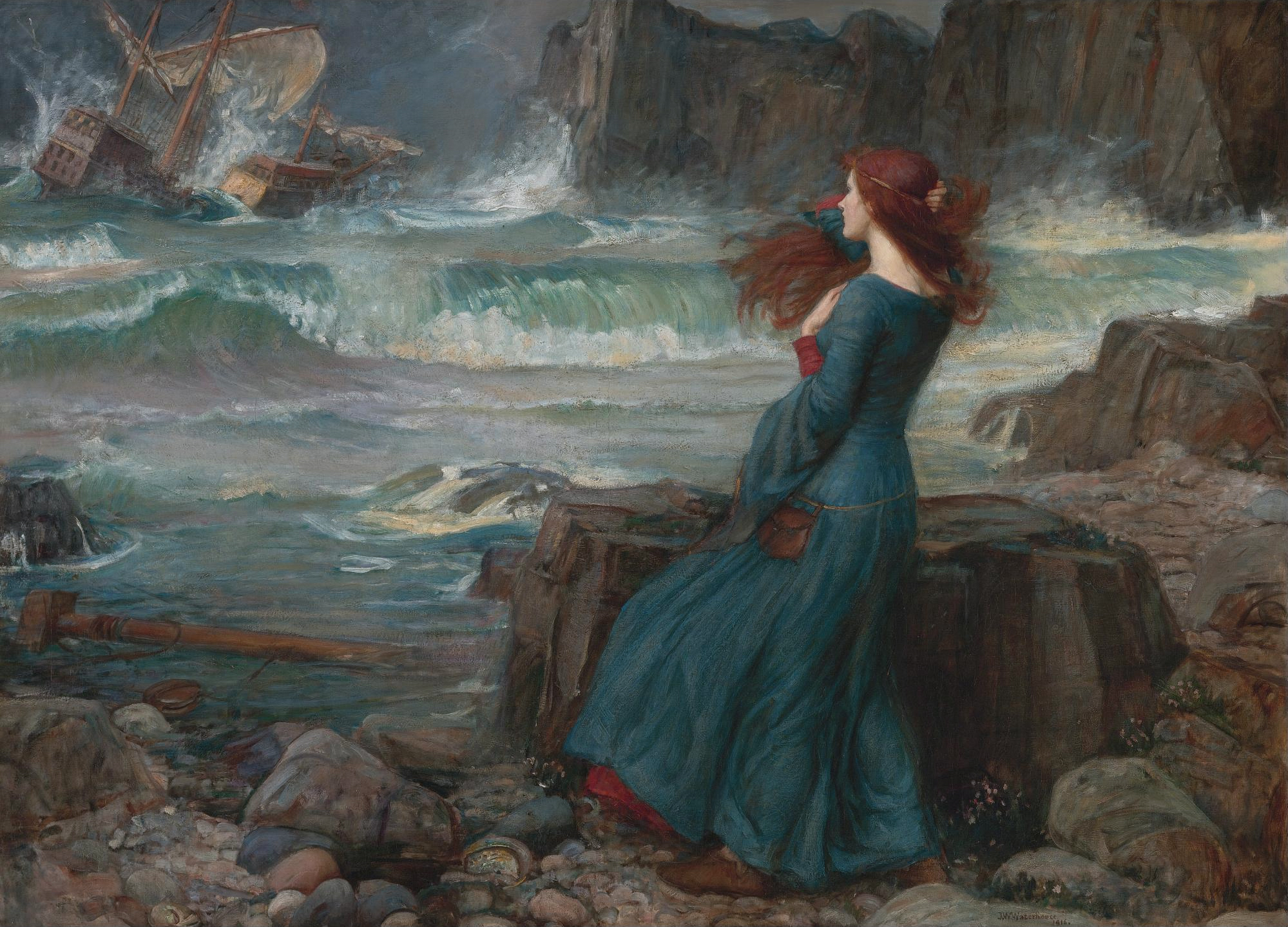
Miranda, di John William Waterhouse

Venne creato da Shakespeare per Miranda, un personaggio de La tempesta (1611), da cui prende il nome il satellite di Urano Miranda. Si basa sul latino mirandus, "ammirabile", "degno di ammirazione" (gerundio di mirare, "ammirare"); è quindi affine per significato a Séaghdha e Mirella. 
Il primo uso attestato del nome per una persona è già nel 1687; tuttavia, almeno per quanto riguarda la lingua inglese, Miranda comincia a diffondersi realmente solo a partire dal XX secolo.

## Onomastico
Non vi sono sante chiamate Miranda, quindi il nome è adespota. L'onomastico si può festeggiare il 1º novembre, ricorrenza di Ognissanti.

## Persone
- Miranda, cantante francese
- Miranda Ayim, cestista canadese

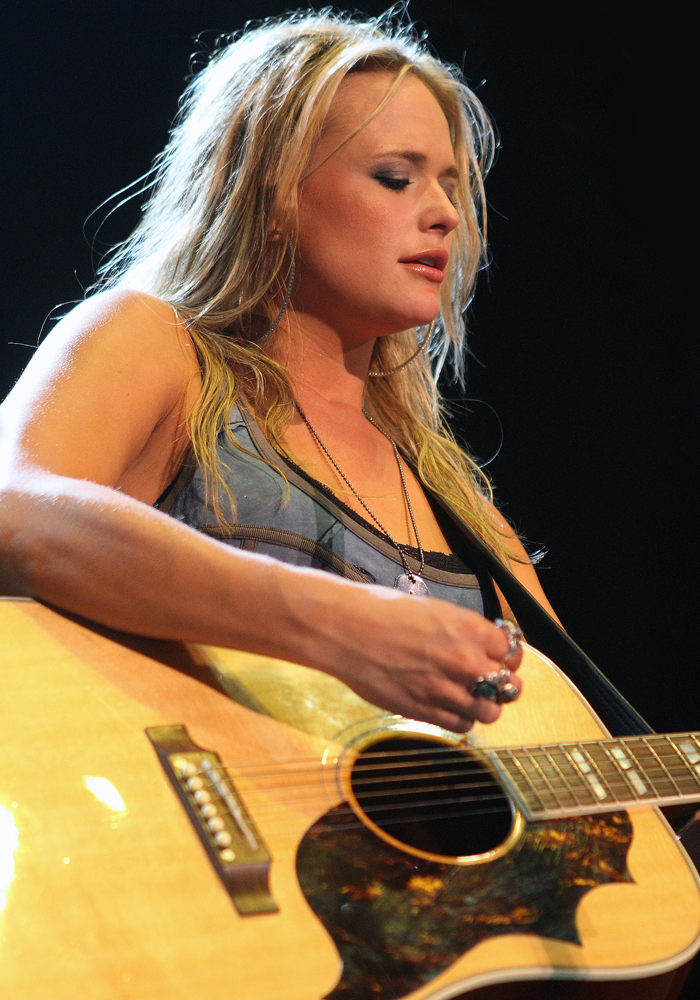
Miranda Lambert

- Miranda Bonansea, attrice e doppiatrice italiana
- Miranda Campa, attrice e doppiatrice italiana
- Miranda Cicognani, ginnasta italiana
- Miranda Cosgrove, attrice, cantante e doppiatrice statunitense
- Miranda July, artista, musicista, scrittrice, attrice e regista statunitense
- Miranda Kerr, supermodella australiana
- Miranda Lambert, cantante statunitense
- Miranda Martino, cantante e attrice italiana
- Miranda Otto, attrice australiana
- Miranda Richardson, attrice britannica

## Il nome nelle arti
- Miranda è un personaggio dell'opera di William Shakespeare La tempesta.
- Miranda è un personaggio del film del 1973 Amarcord, diretto da Federico Fellini.
- Miranda è un personaggio dell'omonimo film del 1985, diretto da Tinto Brass.
- Miranda è la protagonista del romanzo di Joan Lindsay Picnic ad Hanging rock.
- Mirandolina è un personaggio dell'opera teatrale La Locandiera di Carlo Goldoni.
- Miranda Bailey è un personaggio della serie televisiva statunitense Grey's Anatomy.
- Miranda Frost è un personaggio del film del 2002 La morte può attendere, diretto da Lee Tamahori.
- Miranda Garth è un personaggio dei fumetti Marvel Comics riguardanti il personaggio di Zombie.
- Miranda Hobbes è un personaggio della serie televisiva Sex and the City.
- Miranda Lawson è un personaggio del videogioco Mass Effect 2.
- Miranda Mujica è un personaggio della telenovela Incorreggibili.
- Miranda Priestley è un personaggio del romanzo di Lauren Weisberger Il diavolo veste Prada, e dell'omonimo film del 2006 da esso tratto, diretto da David Frankel.
- Miranda Stoppani è la protagonista femminile del film del 2007 Una moglie bellissima, diretto da Leonardo Pieraccioni.
- Miranda Wright è un personaggio della serie animata Bonkers - Gatto combinaguai.